# Алонсо, Эрнесто
Эрнесто Рамирес Алонсо (исп. Ernesto Ramirez Alonso, mas conocido como El señor telenovela) (28 февраля 1917, Агуаскальентес, Мексика — 7 августа 2007, Мехико, Мексика) — мексиканский актёр, оператор, продюсер и режиссёр, внёсший огромный вклад в развитие мексиканского кинематографа — 121 работа в кино и телесериалах: 76 работ в качестве продюсера, 54 в качестве актёра, 15 в качестве режиссёра и 6 в качестве оператора.

## Биография
Родился 28 февраля 1917 года в Агуаскальентесе. С детства мечтал быть актёром, и поэтому после окончания средней школы поступил на театрально-художественный факультет. В мексиканском кинематографе дебютировал в 1937 году и с тех пор принял участие в 122 работах в кино и телесериалах в разных жанровых направлениях. Удача вдруг неожиданно улыбнулась ему — в Агуаскальентес с гастролями приехали театральные актрисы — сёстры Исабель и Анита Бланч и увезли его в Мехико, где он в 1941 году вновь после 4-х летнего перерыва дебютировал и был верен кинематографу фактически до самой смерти. В конце 1950-х годов он прошёл краткосрочные курсы, устроенные Мексиканским институтом административного управления на факультете продюсера кино и телесериалов (в том  же институте, где учился Валентин Пимштейн, хотя Пимштейн учился там намного дольше), и получил свидетельство, после чего вошёл в азы своей профессии и поставил в качестве продюсера 76 телесериалов, после чего кто-то придумал ему псевдоним, который ему тут же приклеился — «Сеньор теленовелла». В 1960-х годах он подписал контракт на сотрудничество с латиноамериканской писательницей Каридад Браво Адамс, и после чего много её романов были экранизированы не только в Мексике, ну а также некоторых странах Латинской Америки, после чего он подписал ещё много контрактов на сотрудничество с латиноамериканскими писателями Фернандой Вильели, Кармен Даниэльс, Марией Сараттини и прочими писателями и их романы также были  экранизированы. Его огромный вклад и человеческое качество были признаны людьми всех поколений, ибо он зажигал множество новых актёров и актрис. С молодости дружил с выдающиеся актрисой Марией Феликс, эту дружбу он пронёс через всю свою долгую и плодотворную жизнь, прерванная смертью актрисы в 2002 году, также дружил с актрисой Мирославой Стерн. Он был единственным продюсером так называемой «Исторической теленовеллы», чьи сюжеты и аргументы касались различных событий в истории Мексики.  
Скончался 7 августа 2007 года в Мехико.

## Фильмография

### В качестве актёра

#### Избранные телесериалы
- 2000-01 — Обними меня крепче — Падре Боско.
- 2002 — Между любовью и ненавистью — Падре Абад.

#### Избранные фильмы
- 1955 — Попытка преступления — Арчибальдо де ла Крус.

### В качестве продюсера

#### Избранные телесериалы
- 1971 — Итальянка собирается замуж + режиссёр-постановщик
- 1975 — Палома
- 1980 — Живу в красном свете
- 1981 — 
  - Люби меня всегда
  - Право на рождение
- 1983 — Проклятие + актёр (Энрике де Мартино)
- 1985 — Никто кроме тебя
- 1986 — Связанные одной цепью
- 1988 — Новый рассвет
- 1990 — Я покупаю эту женщину
- 1994 — Полёт орлицы
- 1996 — Зажжёный факел
- 1997 — Разлучённые
- 2004 — Мой грех — в любви к тебе
- 2005 — Преграда на пути любви

## Награды и премии

### TVyNovelas (мексиканская премия)(12 из 23)

#### В качестве продюсера
| Год  | Номинация          | Теленовелла                                              | Итоги премии |
| ---- | ------------------ | -------------------------------------------------------- | ------------ |
| 2004 | Лучшая теленовелла | Мой грех — в любви к тебле                               | проигрыш     |
| 2003 | Лучшая теленовелла | Другая                                                   | ПОБЕДА       |
| 2000 | Лучшая теленовелла | Лабиринты страсти                                        | ПОБЕДА       |
| 1997 | Лучшая теленовелла | Зажжёный факел                                           | проигрыш     |
| 1995 | Лучшая теленовелла | Полёт орлицы                                             | проигрыш     |
| 1991 | Лучшая теленовелла | Я покупаю эту женщину                                    | проигрыш     |
| 1991 | Лучший продюсер    | Я покупаю эту женщину                                    | ПОБЕДА       |
| 1989 | Лучшая теленовелла | Связанные одной цепью                                    | проигрыш     |
| 1988 | Лучшая теленовелла | Путь к славе                                             | проигрыш     |
| 1988 | Лучшая теленовелла | Виктория                                                 | проигрыш     |
| 1987 | Лучшая теленовелла | Herencia maldita                                         | проигрыш     |
| 1986 | Лучшая теленовелла | De pura sangre                                           | ПОБЕДА       |
| 1986 | Лучшая теленовелла | Анхелика                                                 | проигрыш     |
| 1986 | Лучшая теленовелла | Никто кроме тебя                                         | проигрыш     |
| 1985 | Лучшая теленовелла | Измена                                                   | ПОБЕДА       |
| 1984 | Лучшая теленовелла | Свадьбы ненависти                                        | ПОБЕДА       |
| 1984 | Лучшая теленовелла | Проклятие                                                | проигрыш     |
| 1983 | Лучшая теленовелла | Право на рождение (первый номинант на премию TVyNovelas) | ПОБЕДА       |

#### В качестве актёра
| Год  | Номинация    | Теленовелла    | Итоги премии |
| ---- | ------------ | -------------- | ------------ |
| 1990 | Лучший актёр | Белое и чёрное | ПОБЕДА       |
| 1984 | Лучший актёр | Проклятие      | ПОБЕДА       |

#### Специальные призы
- 2005 — Premio especial a la excelencia
- 1986 — Trayectoria como pionero artístico
- 1983 — Premio especial por trayectoria artística

### INTE(0 из 1)
| Год  | Номинация               | Теленовелла | Итоги премии |
| ---- | ----------------------- | ----------- | ------------ |
| 2003 | Лучшая теленовелла года | Другая      | проигрыш     |

### El Heraldo (1 из 1)
| Год  | Номинация          | Теленовелла  | Итоги премии |
| ---- | ------------------ | ------------ | ------------ |
| 1995 | Лучшая теленовелла | Полёт орлицы | ПОБЕДА       |

### Ariel (1 из 2)
| Год  | Номинация             | Фильм                                                   | Итоги премии |
| ---- | --------------------- | ------------------------------------------------------- | ------------ |
| 2006 | Золотая премия Ариэль | За личный многолетний вклад в мексиканский кинематограф | ПОБЕДА       |
| 1956 | Лучший актёр          | Попытка преступления                                    | проигрыш     |